# Sahib I. Giray
Sahib I. Giray (* 1501; † 1551) aus dem Hause Giray war von 1521 bis 1525 Khan von Kasan und ab 1532 Khan der Krim.

## Leben
Giray war der Sohn des Khans der Krim Meñli I. Giray und dessen Frau Nūr Dewlet, die aus einer früheren Ehe die Mutter von Muḥammad Emīn († 1519) war. Sein Halbbruder stammte in direkter Linie von Ulug Mehmed ab, einem Khan der Goldenen Horde der das Khanat von Kasan begründet hatte. Nach dem Tod von Mohammed Emin wurde er zu dessen Nachfolger bestimmt. Er konnte den Thron jedoch nicht besteigen, da dieser von dem russischen Kandidaten Shah Ali, dem Khan von Kassimow besetzt wurde, den Wassili III. den Großfürsten von Moskau unterstützte.
Giray konnte sich mit Hilfe seines älteren Halbbruders Mehmed im Frühling des Jahres 1521 gegen Shah Ali durchsetzen und den Thron des Khanats Kasan besteigen. Gemeinsam zogen sie im gleichen Jahr gegen das Großfürstentum Moskau in den Krieg, fügten diesem mehrere Niederlagen zu und erzwang die Abgabe von Tributen. Unter Sahib wurde der Chanpalast von Bachtschyssaraj mitsamt der Großen Chan-Moschee errichtet. Nach Mehmeds Tod im Jahr 1523 überließ er den Thron von Kasan seinem Neffen Safâ Giray (regierte von 1524 bis 1531) und zog sich nach Konstantinopel zurück. Die nächsten 8 Jahre verbrachte er als Gast in der Gesellschaft des Sultans Süleyman I. Ḳānūnī. Hier lernte er die Ottomanische Kultur kennen.
Nach dem Tod seines Bruders Saadet I. Giray (regierte ab 1524) im Jahr 1532 übernahm er den Thron des Krim-Khanats, wobei er sich die Regierung mit seinem Bruder İslâm I. Giray teilte, bis er diesen 1534 vom Thron stieß. Im Jahr 1541 zog er abermals gegen das Moskowiter Reich. Als er starb erstreckte sich sein Herrschaftsgebiet von Bessarabien bis zum nördlichen Kaukasus.
Sein Nachfolger wurde 1551 Devlet I. Giray, ein Enkel von Meñli I. Giray.